# Рейнирс, Карел
Карел Рейнирс (нидерл. Carel Reyniersz, Carel Reiniersz), 1604 (1602), Амстердам — 1653, Батавия) — одиннадцатый генерал-губернатор Голландской Ост-Индии.

## Биография
Карел Рейнирс родился в 1604 (по другим данным — в 1602) году в Амстердаме. В 1627 году, в качестве старшего купца (нидерл. opperkoopman) прибыл на Голландский Коромандельский берег. В 1635 году назначен губернатором Коромандельского берега, но вскоре был снят с должности по обвинению в незаконной торговле. В 1636 году назначен чрезвычайным советником (нидерл. Raad extra-ordinair) Совета Индий. В 1638 году, в качестве адмирала флота, вернулся в Амстердам, где вновь начал заниматься торговлей. Первоначально дела Рейнирса шли хорошо, однако позже он потерял всё своё состояние и был вынужден снова уехать из метрополии. 24 апреля 1645 года он отплыл в Индию на борту корабля «Саламандер» (нидерл. Salamander) и прибыл туда 3 декабря 1645 года. В следующем году он стал полноправным членом Совета Индий.
26 апреля 1650 года, после того, как генерал-губернатор Голландской Ост-Индии Корнелис ван дер Лейн добровольно покинул свой пост, Рейнирс был назначен его преемником. Однако, в должности генерал-губернатора он пробыл всего четыре года, так как руководство компании — так называемые Семнадцать господ — (нидерл. Heren XVII) было им недовольно. Рейнирсу от лица Семнадцати господ было написано письмо, в котором сообщалось о его смещении, однако оно не было отправлено, так как в это же время в Амстердам пришло письмо от самого Рейнирса, в котором он выразил желание уйти в отставку. Руководство компании дало Рейнирсу отставку, но к этому времени его уже не было в живых — в ночь с 23 на 24 ноября 1653 года он скончался, находясь в должности генерал-губернатора, и был похоронен в Батавии. Его преемником стал Ян Мацуйкер.